# Rhynchospora macrochaeta
Rhynchospora macrochaeta là loài thực vật có hoa trong họ Cói. Loài này được Steud. ex Boeckeler miêu tả khoa học đầu tiên năm 1873.